# La Quera de Talaixà
La Quera de Talaixà és una obra del municipi de Montagut i Oix (Garrotxa) inclosa en l'Inventari del Patrimoni Arquitectònic de Catalunya.

## Descripció
Està situada al costat del camí que mena a Sant Aniol d'Aguja des de Talaixà i passant pel salt de la Núvia, a mig faldar de la serra de Talaixà, permet contemplar i vigilar tota la vall del riu.
El 3 de juliol del 1579, a Girona, davant el notari Antic Onofre Steldat, Antoni Quera, de Talaixà, baronia d'Oix, reconeix tenir pel bisbe de Girona, i sota d'ell pel senyor del castell de Sales, dos terços del delme del seu mas Quera.
La Quera és un gran casal de planta rectangular i teulat a dues aigües amb els vessants vers les façanes principals. Està formada per diferents cossos, bastits durant els segles XVIII-XIX. L'accés al mas es realitza pel costat de tramuntana, amb un pas molt estret i fàcilment defensable, entre el mas i la pallissa grossa. La porta principal, feta de grans carreus tallats, té gravat a la llinda el nom del propietari i l'any d'alguna de les remodelacions. L'interior es troba distribuït a partir de la gran sala de convit. Un dels elements més destacables de l'estructura arquitectònica són les grans sales subterrànies, amb arcs de volta apuntada, la funció dels quals desconeixem, tot i que podrien ser presons.
Fou el mas més important de Talaixà i la rodalia i, malgrat que no conservi elements defensius, per la seva estructura podria haver estat un casal fortificat.
A la banda de ponent de la casa hi ha una capella sense culte.